# Leptomydas indianus
Leptomydas indianus is een vliegensoort uit de familie Mydidae. De wetenschappelijke naam van de soort is voor het eerst geldig gepubliceerd in 1912 door Brunetti.
De soort komt voor in India.